# Јоханес Лангенус
Јоханес Лангенус (хол. Johannes Langenus; 8. децембар 1891— 1. децембар 1952) је белгијски фудбалски судија. У историји фудбала упамћен је што је 30. јуна 1930. на Првом светском првенству у Уругвају судио финалну утакмицу (Уругвај — Аргентина 4:2).
Висок, маркантан, у црном сакоу са обавезном краватом и „пумперицама“, најчешће са капом на глави судио је утакмице од 1910. до 1944. У том периоду био је главни судија на 64 међународне утакмице, три пута је био на Светском првенству 1930, 1934 и 1938 и два пута на Олимпијским играма, 1928 и 1936.
Интересантан податак је да када је Лангенус први пут полагао испит за судију, није положио јер није знао одговор на питање: Која је исправна процедура у случају да лопта погоди авион у ниском лету?